# Sparchen

Lage in Kufstein

Sparchen ist ein Stadtteil von Kufstein und liegt im Norden der Gemeinde. Es ist der flächenmäßig größte Ortsteil und zieht sich vom Inn bis hin zum Kaisertal, wo der Kaiserbach die Stadt- und Stadtteilgrenze bildet. Der Stadtteil lässt sich unterteilen in
- Obere Sparchen
- Untere Sparchen
- Friedensiedlung
- Südtiroler-Siedlung
- Waldeck
- Rudolfi-Viertel (Sternfeld)

In Sparchen befinden sich Einrichtungen wie Kindergärten, eine Volksschule, der Kaiserlift und das Ämterzentrum Kufstein sowie der Waffenhersteller Voere.
Durch die Größe von Sparchen weist der Stadtteil alle möglichen Bauarten von Häusern auf, jedoch wurde vor allem während des Zweiten Weltkriegs die große Südtiroler-Siedlung angelegt, wie man sie auch in anderen Städten Tirols finden kann. In der Unteren Sparchen befinden sich viele Reihen- und Hochhäuser. Der Gewerbepark Nord mit seinen sehr guten Verkehrsverbindungen soll in Sparchen vor allem den Einzelhandel anziehen.
Den nördlich des Kaiserbach angrenzenden Ebbser Ortsteil Eichelwang wollte die Stadt Kufstein schon lange eingemeinden, jedoch konnte dies bis heute nicht durchgesetzt werden. Allerdings genießt Eichelwang alle städtischen Einrichtungen wie etwa Strom- und Wasserversorgung, Stadtbusse, Kabel-TV, hat Kufsteiner Postleitzahl und Telefonvorwahl und ist auch längst mit Sparchen zusammengewachsen.
Als Freizeitgestaltung empfiehlt sich ein Ausflug ins Kaisertal oder ein Besuch des Friedrich List-Denkmals. Auch eine Minigolfanlage befindet sich in Sparchen.
Koordinaten: 47° 36′ N, 12° 11′ O